# ワークフェア
ワークフェア（英語: Workfare）とは、社会保障や福祉を給付する条件として就労を求めること、あるいは、給付の目的を就労の実現に置く考え方や政策を指す。

## 概要
1970年代のアメリカ合衆国において、AFDC（要扶養児童家族扶助）に就労義務を導入する時に、当時のリチャード・ニクソン大統領のスピーチライターが造語したと言われている。
「ワークフェア」の語は、もともと厳密な定義をもつ「学術用語」ではなく、研究者・媒体によって使われ方が異なるとされる。
宮本太郎は、ワークフェアは一般的には「社会保障や福祉を実現する条件として就労を求めたり、あるいは給付の目的を就労の実現に置く考え方や政策」と広く捉えられているとしたうえで、ワークフェアという言葉には懲罰的制度という印象が付随することを懸念し、支援サービスに力点を置いた北欧型の制度のことは、ワークフェアではなく「アクティベーション」という語で分けて表現した。宮本は、「脱商品化の水準」「包摂に向けた支援サービスのあり方」「補完型所得保障のかたち」「雇用機会の保障」の4観点から、社会的包摂に向けた政策アプローチをワークフェア、アクティベーション、ベーシックインカムの3種類に区分しており、そのうちワークフェア型の包摂は、4観点のいずれも低水準な場合として位置づけた。
埋橋孝文は、再編期の福祉国家での福祉と就労の関係の再編をワークフェアと捉えたうえで、ワークフェアを「ソフトなワークフェア」と「ハードなワークフェア」とに大別した。埋橋は「ソフトなワークフェア」を「教育訓練によってエンプロイヤビリティ（employablity, 雇用可能性・雇用力）を高めて、労働市場への参加を促進していくもの」と定義し、対して公的扶助の受給条件として一定以上の労働を課すといった政策を「ハードなワークフェア」と呼んだ。
日本においては自立支援の名の下に、2000年にホームレス支援事業が検討され（法律は2002年のホームレスの自立の支援等に関する特別措置法）、2002年に児童扶養手当法と母子及び寡婦福祉法の改正があり、2005年に生活保護受給者等就労支援事業、2006年に障害者自立支援法が制定される。ただ日本では上手くいっていない。例えば主要ターゲットの一人親家庭の就業率は83％（アメリカ60％、イギリス41％）と非常に高いが、貧困率がOECD（経済協力開発機構）諸国中最も高い部類属している。OECDの2000年なかばの統計によれば、日本の相対的貧困率は14.9％で、メキシコの18.4％、トルコの17.5％、アメリカの17.1％に次いで4番目に貧困率が高かった（OECD加盟国の平均は10.6％）。ホームレスへの自立支援も元々彼らが福祉制度から排除されている。国に依存しているなら自立支援との理論が成り立つが、それさえもさせてもらえず、「自立支援」としているのが現状である。